# Orašje
Orašje è un comune della Federazione di Bosnia ed Erzegovina situato nel Cantone della Posavina con 21.584 abitanti al censimento 2013.
Qua nacque il calciatore croato Aleksandar Živković.